# 유전 (양성민후)
유전(劉田, ? ~ ?)은 전한 후기의 제후로, 평간경왕의 아들이다.

## 행적
신작 4년(기원전 58년), 양성후(陽城侯)에 봉해졌다. 시호를 민(愍)이라 하였고, 작위는 아들 유현이 이었다.

## 출전
- 반고, 《한서》 권15하 왕자후표 下

| 선대 (첫 봉건) | 전한의 양성후 기원전 58년 7월 임자일 ~ ? | 후대 아들 양성절후 유현 |